# Franco Mastantuono
Franco Mastantuono (Azul, 14 de agosto de 2007) é um futebolista argentino que atua como meia-atacante. Atualmente, joga pelo Real Madrid.

## Infância
Nascido em Azul, na província de Buenos Aires, Argentina, Mastantuono também se interessou pelo tênis quando criança e foi um jogador juvenil de nível nacional.

## Carreira
Mastantuono começou sua carreira no futebol aos três anos de idade, jogando pelo River de Azul, onde seu pai era o treinador. Em 2017, enquanto jogava pelo River de Azul, foi convidado para um teste com o time profissional River Plate. Apesar de ter recebido uma proposta para integrar as categorias de base do clube, ele recusou, pois sua família queria que ele continuasse a seguir carreira no tênis. Em vez disso, ele assinou pelo Club Cemento, quando tinha onze anos.
Em 2019, Mastantuono decidiu aceitar a oferta do River Plate e se transferiu para o clube de Buenos Aires, fazendo sua estreia pelo time juvenil no último jogo da temporada de 2019, quando o time juvenil se sagrou campeão da liga. Em 2020, ele foi inscrito nas competições da AFA, mas a temporada foi interrompida devido à pandemia de COVID-19 na Argentina.
Mastantuono continuou sua evolução nas categorias de base do River Plate e, em agosto de 2023, assinou seu primeiro contrato com o clube – um acordo de dois anos com uma cláusula de rescisão de €30 milhões de euros. No mês seguinte, foi convocado pelo treinador Martín Demichelis, pela primeira vez, para integrar o treino com o time principal.
Em 2024, Mastantuono foi integrado ao elenco principal do River Plate para participar da pré-temporada, tendo sido convocado juntamente com outros jogadores das categorias de base pelo técnico Martín Demichelis. Ele fez sua estreia não oficial pelo clube em um amistoso contra o time mexicano Monterrey, antes de participar de outro amistoso contra o Pachuca. No final de janeiro de 2024, ele se tornou o terceiro jogador mais jovem a jogar pelo River Plate em competições oficiais, atrás de Omar Rossi e Mateo Musacchio, quando entrou no segundo tempo, substituindo Facundo Colidio, no empate em 1 a 1 contra o Argentinos Juniors, pela Copa da Liga Profissional.
Mastantuono marcou seu primeiro gol pelo clube na vitória por 3 a 0 sobre o Excursionistas, pela Copa da Argentina, em 8 de fevereiro de 2024; começando a partida como titular, ele finalizou de voleio para estufar as redes de Nahuel Cajal, goleiro do Excursionistas, aos 68 minutos. Ao balançar as redes, ele se tornou o jogador mais jovem a marcar com a camisa do River, quebrando o recorde anterior que pertencia a Javier Saviola, ídolo do clube. Figurando constantemente no onze inicial, os pedidos dos fãs para que Mastantuono jogasse mais regularmente foram ignorados pelo técnico Martín Demichelis, com o ex-zagueiro do River Plate, Reinaldo Merlo, afirmando que, embora tivesse mostrado sua habilidade, Mastantuono não estava pronto para jogar assiduamente.

### Real Madrid
Em 13 de junho de 2025, o Real Madrid anunciou a contratação de Franco Mastantuono. Os espanhóis pagaram o valor da cláusula de 45 milhões de euros (R$ 289 milhões) para ter o jovem. O jogador assinou com o clube Merengue um contrato válido até 30 de junho de 2031. No dia 14 de agosto de 2025, um dia após completar 18 anos, o Real Madrid apresentou oficialmente Franco Mastantuono. Fez sua estreia com a camisa Merengue no dia 19 de agosto, saindo do banco de reservas aos 68 minutos e substituindo Brahim, na vitória por 1 a 0 diante do Osasuna, em jogo válido pela 1ª rodada da La Liga, no Bernabéu.

## Carreira internacional
Nascido na Argentina, Mastantuono é descendente de italianos e possui dupla cidadania. Ele foi convocado pela primeira vez para a Seleção Argentina sub-17 pelo técnico Pablo Aimar quando ainda tinha apenas quinze anos. Suas atuações com as categorias de base do River Plate chamaram a atenção do técnico da Seleção Argentina sub-20, Javier Mascherano, que o convocou para treinar com a equipe em meados de 2022. Em 30 de maio de 2025, Mastantuono foi convocado pela primeira vez por Lionel Scaloni para integrar a Seleção Principal para os jogos contra o Chile e a Colômbia pela Eliminatórias para a Copa do Mundo de 2026. No dia 5 de junho, Mastantuono fez sua estreia com a camisa da La Albiceleste e tornou-se o jogador mais novo a defender a seleção de seu país em uma partida oficial.

## Estilo de jogo
Sendo um meio-campista canhoto, Mastantuono foi descrito pelo treinador da categoria de base do River Plate, Martín Pellegrino, como um atleta capaz de jogar como um meio-campista criativo, um típico camisa 10, ou um atacante, destacando sua habilidade em passar a bola e finalizar. Pablo Fernández, assistente técnico do time reserva do River Plate, também elogiou sua qualidade em bater na bola, sua capacidade de marcar gols em cobranças de falta e vencer os duelos no um contra um. Mastantuono declarou que admira os atacantes do River Plate Ignacio Fernández e Matías Suárez, assim como o compatriota Julián Alvarez e nomes como Phil Foden e Neymar, e tenta modelar seu estilo de jogo neles.

## Estatísticas de carreira
- Atualizado até 27 de maio de 2025.[26]

| Clube             | Temporada         | Liga              | Liga  | Liga | Copa Argentina | Copa Argentina | Continental | Continental | Outro | Outro | Total | Total |
| Clube             | Temporada         | Divisão           | Jogos | Gols | Jogos          | Gols           | Jogos       | Gols        | Jogos | Gols  | Jogos | Gols  |
| ----------------- | ----------------- | ----------------- | ----- | ---- | -------------- | -------------- | ----------- | ----------- | ----- | ----- | ----- | ----- |
| River Plate       | 2024              | Primeira Divisão  | 33    | 1    | 1              | 1              | 7           | 1           | 0     | 0     | 41    | 3     |
| River Plate       | 2025              | Primeira Divisão  | 12    | 4    | 1              | 1              | 6           | 2           | 1     | 0     | 20    | 7     |
| Total da carreira | Total da carreira | Total da carreira | 45    | 5    | 2              | 2              | 13          | 3           | 1     | 0     | 61    | 10    |

1. 1 2  Appearances in Copa Libertadores
2. ↑  Appearance in Supercopa Internacional

## Títulos
River Plate
- Supercopa Argentina : 2023 [27]